# Igor Vitalyevich Presnyakov
Igor Vitalyevich Presnyakov (Игорь Витальевич Пресняков, sinh ngày 8 tháng 5 năm 1960) là một nghệ sĩ ghita người Nga. Ông nổi tiếng bởi kỹ thuật chơi đàn độc đáo và khả năng biểu diễn xuất sắc nhiều bản nhạc khác nhau, đặc biệt là theo phong cách virtuoso.

## Tiểu sử
I. V. Presnyakov sinh ngày 8 tháng 5 năm 1960 ở Moskva, Nga. Ông theo học ở học viện âm nhạc, phân khoa nhạc cổ điển. Ông tốt nghiệp dưới tư cách là một nghệ sĩ ghita và là người phối nhạc cho các dàn hợp xướng. Về sau, I. V. Presnyakov chuyển sang sống và làm việc ở Hà Lan trong hơn 35 năm. Ông chủ yếu biểu diễn các bản độc tấu ghita, nhưng cũng tham gia một số buổi biểu diễn với nhiều nghệ sĩ khác. Thâm niên hoạt động nghệ thuật của Presnyakov mang lại cho ông rất nhiều kinh nghiệm, và nhờ đó ông có thể kết hợp nhiều phong cách biểu diễn của nhiều dòng nhạc khác nhau, từ nhạc cổ điển cho đến jazz, rock, R&B. Một số nghệ sĩ và nhóm nhạc gây ảnh hưởng lên phong cách của Preskyanov có thể kể đến như The Beatles, Led Zeppelin, Deep Purple, Pink Floyd,V. I. Vysotskiy, V. R. Tsoy, A. V. Makarevich, S. I. Rakhmaninov, P. I. Tchaikovsky, M. P. Musorgskiy, M. I. Glinka.
Preskyanov chơi nhiều loại nhạc khác nhau, từ các bản hòa âm cổ điển cho đến các bài tân nhạc của nhiều nghệ sĩ trên thế giới, cũng như các bản động tấu jazz và R&B. Một điểm đặc trưng của phong cách biểu diễn của ông là việc gõ nhịp của bài nhạc vào thùng gỗ của đàn ghi ta, nó tạo ra tiếng động gây cảm tưởng như được nghe bài nhạc do nhiều nghệ sĩ cùng hòa tấu (ví dụ). Preskyanov ít khi hát mà ông thường sử dụng tiếng đàn để chuyển tải lời hát của bài ca.
Presnyakov cũng biểu diễn loại ghita 7 dây của Nga, đây là một nhạc cụ đặc trưng của Nga và được sử dụng rộng rãi ở đất nước này trong thế kỷ 19.

## Sự nghiệp
I. V. Presnyakov biểu diễn các tiết mục ghita ở nhiều nơi trên thế giới. Ông cũng là khách mời trong nhiều chương trình truyền hình và truyền thanh. Vào năm 2004, Presnyakov tham dự cuộc thi đánh đàn quốc tế lần thứ 34 tại Winfield, Hoa Kỳ.
Một bản nhạc của ông đã được sử dụng trong vở kịch "Sáu năm" của Scherr White, trình diễn tại Nhà hát Lex ở Hollywood.
I. V. Presnyakov biểu diễn lần đầu trên YouTube vào năm 2007, sử dụng tên tài khoản là "Igor Presnyakov" hay "Iggy Press", và danh tiếng của ông cũng tăng lên sau sự kiện đó.
Buổi hòa nhạc đầu tiên của ông diễn ra vào ngày 5 tháng 4 năm 2013 ở câu lạc bộ "B2" tại Moskva..
Công ty sản xuất ghita Takamine và Fender hiện là nhà tài trợ cho I. V. Preskyanov.
Ông cũng được khán giả Việt Nam yêu mến khi cover lại nhiều bài hát nổi tiếng của Việt Nam như 'Nhật ký của mẹ' của Hiền Thục, để giải thích lý do lựa chọn ca khúc này, Igor bình luận: "Thân gửi các bạn bản chuyển soạn guitar ca khúc Nhật ký của mẹ. Ngay từ lần đầu tiên nghe bài hát này, tôi đã quyết định phải chơi nó, vì đây là bài hát thực sự chạm tới trái tim tôi. Cảm ơn các bạn vì đã ủng hộ lựa chọn này. Hãy coi như đây là một món quà tôi muốn gửi tặng tới tất cả những bà mẹ trên thế giới này". hay các bài hát của Sơn Tùng M-TP như "Nơi này có anh", "Lạc trôi", "Hãy trao cho anh", "Chúng Ta Không Thuộc Về Nhau", "Chạy ngay đi", "Có chắc yêu là đây"...

## Album
- Iggyfied

### 2010
- Chunky Strings

### 2011
- Acoustic Pop Ballads
- Acoustic Rock Ballads Covers